# Parti communiste français
Der Parti communiste français (PCF), die Kommunistische Partei Frankreichs (wörtlich: Französische kommunistische Partei), ist eine politische Partei in Frankreich, die zu Beginn des Jahres 2021 insgesamt 43.888 Mitglieder zählte. 2007 war sie in der französischen Kommunalpolitik mit 10.000 gewählten Politikern (davon etwa 800 Bürgermeister) präsent, zwischenzeitlich war sie mit 138.000 Mitgliedern die mitgliederstärkste kommunistische Partei Westeuropas.
Der PCF wurde 1920 bei einem Parteitag in Tours nach dem Auseinanderbrechen der Section française de l’Internationale ouvrière (SFIO, Französische Sektion der Arbeiterinternationale) gegründet. Als Parteizeitung galt lange L’Humanité, die trotz ihrer ideellen Verbundenheit mit der Partei strukturell von dieser unabhängig war. Der Sitz des PCF befindet sich an der Place du Colonel Fabien in Paris in einem vom brasilianischen Architekten Oscar Niemeyer entworfenen Betonbau. Die früher mit der Partei eng verbundene Gewerkschaft, Confédération générale du travail (CGT), agiert heute organisatorisch und inhaltlich unabhängiger vom PCF als früher.
Der PCF war vom 10. September 1944 (Amtsantritt des Kabinett de Gaulle I) bis zum 4. Mai 1947 an französischen Regierungen beteiligt. Am 4. Mai 1947 wurden die vier PCF-Minister im Kabinett Ramadier I entlassen. Ein zweites Mal war die Partei nach dem Wahlsieg François Mitterrands im Mai 1981 an den Regierungen Mauroy II und III (23. Juni 1981 bis 17. Juli 1984) beteiligt.
Zuletzt (Stand 2025) gehörten von 1997 bis 2002 mit Jean-Claude Gayssot und Marie-George Buffet Mitglieder des PCF als Teil der Gauche plurielle der Regierung an (Kabinett Jospin).
Zusammen mit der Kommunistischen Partei Italiens (PCI) galt der PCF vom Anfang der 1970er bis zum Ende der 1980er Jahre als bedeutender Vertreter einer die pluralistisch-demokratische Verfasstheit von Staat und Gesellschaft anerkennenden Strömung, des Eurokommunismus, und grenzte sich damit von den kommunistischen Parteien der damals als realsozialistisch bezeichneten Systeme im Ostblock ab.

## Geschichte

### Parteigründung
Als Erbe der Pariser Kommune von 1871 wuchs der PCF neben dem PCI zur bedeutendsten Partei dieser Ausrichtung in westlichen Demokratien heran. Sein politisches Gewicht ging vorwiegend zulasten sozialdemokratischer Parteien. Diese konnten aufgrund ihrer Zersplitterung erst spät eine politische Bedeutung erlangen, die der linksgerichteter demokratischer Parteien anderer europäischer Staaten entsprach. Bis 1984 kam in Frankreich keine sozialdemokratische Regierung ohne die Unterstützung der Kommunisten ins Amt.
Innerhalb der Section française de l’Internationale ouvrière (SFIO) waren bei Ausbruch des Ersten Weltkrieges (1914) die Reaktionen auf eine Allianz mit Raymond Poincaré geteilt. Während des Krieges steigerten sich die Spannungen in Frankreich zu Meutereien und Streiks. Im März 1919 gründete sich die Kommunistische Internationale (Komintern), die zu einem Bruch innerhalb der kommunistischen Bewegung in Frankreich führte. Auf einem Parteitag der französischen Kommunisten im Februar 1920 in Straßburg erging der Beschluss, die Organisation der Sozialistischen Internationale zu verlassen. Beim anschließenden Parteitag in Tours im Dezember 1920 sprach sich die Mehrheit der Delegierten unter dem Einfluss von Charles Rappoport und Boris Souvarine für eine Anbindung an die Komintern aus und gründete die Section française de l’Internationale communiste (SFIC, Französische Sektion der Kommunistischen Internationale), die 1922 zur Kommunistischen Partei Frankreichs wurde.

### Einfluss der internationalen kommunistischen Bewegung

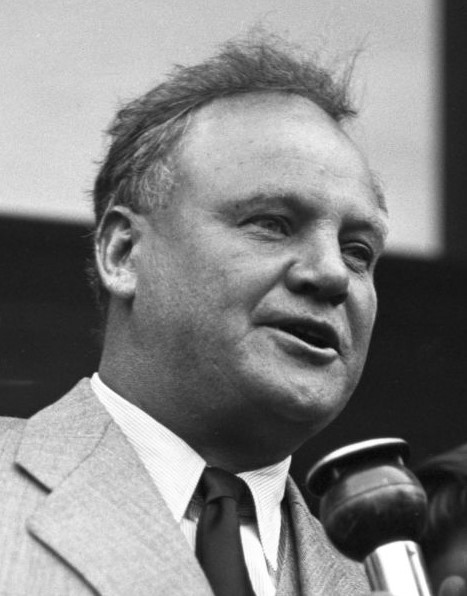
Maurice Thorez, 1930 bis 1964 Generalsekretär des ZK der KP Frankreichs

Die Anfänge der Partei wurden von heftigen inneren Querelen begleitet. Sie führten noch im selben Jahr zum Ausschluss zahlreicher Mitglieder und Führungspersönlichkeiten, die des Opportunismus bezichtigt wurden. Nach einem ersten Wahlerfolg 1924 sank die Popularität der Partei infolge der Stalinisierung und erreichte 1932 einen Tiefpunkt. Die Mitgliederzahl sank auf 25.000, die Wahlergebnisse waren schlecht. Der Generalsekretär des PCF, Maurice Thorez, unterhielt enge Kontakte zu Josef Stalin. In der Folgezeit nahm die Abhängigkeit von Moskau zu. Auch an der Parteibasis machte sich diese Veränderung bemerkbar: Allmählich wandelte sich die Anhängerschaft; statt der bisher vorherrschenden Mittelklasse (Lehrer, Journalisten, Ärzte usw.) waren zunehmend junge Arbeiter Parteimitglieder. Die Bindung an die sowjetische Schwesterpartei (KPdSU) nahm auch eine wirtschaftliche Dimension an, als der PCF ab 1950 jährlich mehrere Millionen Franc aus Moskau erhielt.
Viele bisher mit dem PCF sympathisierende Intellektuelle wandten sich von der Partei ab, so die Surrealisten André Breton und Benjamin Péret, die sich zeitweise dem Trotzkismus anschlossen, sowie der Schriftsteller André Gide.

### Teil der Volksfront
Der Kampf gegen den Faschismus, aus dem Helden der Résistance wie Gabriel Péri oder Guy Môquet hervorgingen, bildet wahrscheinlich eines der erfolgreichsten Kapitel der Parteigeschichte. Dennoch blieben die Positionen der Partei in dieser Frage nicht immer eindeutig.
Ursprünglich, als sich die Machtergreifung Benito Mussolinis, dann Adolf Hitlers anbahnte, wurde der Faschismus als ultimative Form des Kapitalismus und Imperialismus angesehen. Die Sozialisten wurden des Verrats an der Arbeiterklasse bezichtigt, namentlich die deutschen Sozialdemokraten, die im Januar 1919 im Dienste der Reaktion den Spartakusbund bekämpft hätten (Sozialfaschismusthese).
Gegen diese Politik stellte sich Jacques Doriot, der Generalsekretär der Kommunistischen Jugend, der dafür im Juni 1934 aus der Partei ausgeschlossen wurde. Er ist auch bekannt für die spätere Gründung einer Bewegung, die sich durch ihre Unterstützung des faschistischen Regimes und ihre antikommunistische Ausrichtung auszeichnete, was wahrscheinlich mit dieser Erfahrung in Zusammenhang zu bringen ist.
Ironischerweise wurde seine Beurteilung der Situation von Josef Stalin, der auf die Verherrlichung Adolf Hitlers mit Besorgnis reagierte, übernommen. Der Parteitag, der den Ausschluss von Jacques Doriot besiegelte, wurde sogar um einen Tag verlängert, um es Maurice Thorez zu ermöglichen, die neue Politik einer einheitlichen Vorgehensweise vorzustellen, die auf eine Einigung der linken Strömungen abzielte und eine radikale Wende der Anweisungen aus Moskau darstellte.
Als Folge stellte sich eine patriotische Ausrichtung der Bewegung ein. Die Kritik am französischen Kolonialismus, die in den 1920er Jahren eine gewisse Relevanz besaß, wurde nun zweitrangig. Innenpolitisch ermöglichte die neue Ausrichtung jedoch Bündnisse, die vorher nicht denkbar waren – etwa den Zusammenschluss mit der SFIO und dem Parti radical unter der Bezeichnung Front populaire. Er trug bei den Wahlen 1936 den Sieg davon. Bei den darauf folgenden Gemeinderatswahlen gelang es den Kommunisten zudem, mehrere Pariser Arbeitervorstädte von ihrer Politik zu überzeugen. Dank einer stärkeren gesellschaftlichen als politischen Ausrichtung ihrer Arbeit in diesen Gemeinden war es dem PCF möglich, sich die Loyalität dieser Bastionen ihrer Macht, unter der Bezeichnung Banlieue Rouge oder Ceinture Rouge (Roter Gürtel) bekannt, bis in die 1980er Jahre zu bewahren.
Dem spontanen Generalstreik 1936 gegenüber ablehnend eingestellt, unterstützte der PCF in der Folge die neue Regierung, ohne an ihr beteiligt zu sein. Der PCF stärkte die Internationalen Brigaden im Spanischen Bürgerkrieg zugunsten der republikanischen Regierung.
Im Oktober 1938 widersetzten sich die Kommunisten als einzige Partei dem Münchner Abkommen, das die Zerschlagung der Tschechoslowakei besiegeln sollte, und von dem die Sowjetunion bewusst ausgeschlossen blieb.
Die Nachricht der Unterzeichnung des deutsch-sowjetischen Nichtangriffspaktes am 24. August 1939 mit geheimen Klauseln, welche die Aufteilung Polens und weiterer Teile Osteuropas vorsahen, führte zum Schock. Seitens der französischen Regierung führte der Pakt zum Abbruch diplomatischer Beziehungen mit Moskau sowie zum Verbot der kommunistischen Parteiorgane L’Humanité und Soir am 26. August.

### Kriegsausbruch und Parteiverbot
In Fortführung ihrer patriotischen Volksfrontpolitik sprach sich die Partei zunächst auch für einen Krieg gegen Deutschland aus, erhielt aber im September 1939 gegenteilige Anweisungen der Komintern-Zentrale aus Moskau. Der Krieg wurde nicht als Kampf gegen den Faschismus, sondern als eine Auseinandersetzung zwischen kapitalistisch-imperialistischen Staaten bezeichnet, entsprechend sollte der PCF seine Haltung ändern. Das Verbot der Partei bis Ende September 1939 hinderte sie jedoch an einer effektiven Umsetzung ihrer Ziele. Gleichzeitig wurde der Aufruf der Komintern von der Regierung als Rechtfertigung genutzt, gegen vermeintliche kommunistische Saboteure und Defätisten vorzugehen. Der tatsächliche Umfang der Sabotage der französischen Verteidigungsbemühungen wird jedoch als extrem gering eingeschätzt.
In den Untergrund gedrängt und in Abwesenheit ihrer bedeutendsten Führer, die als Soldaten mobilisiert worden oder wie Maurice Thorez in die Sowjetunion geflohen waren, durchlebten die Aktivisten der Partei eine Phase der Orientierungslosigkeit.
In der Erwiderung auf die Meldung der französischen Nachrichten- und Werbeagentur Havas über eine angebliche Rede Josef Stalins vor dem Politbüro am 19. August 1939 erklärte dieser am 30. November 1939 in einem Artikel in der sowjetischen Tageszeitung Prawda:

„Diese Meldung der Agentur Havas ist wie viele andere ihrer Meldungen ein Lügengeschwätz. Ich kann natürlich nicht wissen, in welchem Café-chantant dieses Lügengeschwätz fabriziert worden ist. Aber wie sehr auch die Herrschaften in der Agentur Havas lügen mögen, so können sie doch nicht in Abrede stellen,
1. daß nicht Deutschland Frankreich und England angegriffen hat, sondern daß Frankreich und England Deutschland angegriffen und damit die Verantwortung für den gegenwärtigen Krieg auf sich genommen haben;
2. daß Deutschland nach der Eröffnung der Kampfhandlungen Frankreich und England Friedensvorschläge unterbreitet, und daß die Sowjetunion diese Friedensvorschläge Deutschlands offen unterstützt hat, weil sie der Auffassung ist und dies auch weiterhin sein wird, daß eine schnellstmögliche Beendigung des Krieges in entscheidender Weise die Lage aller Länder und Völker erleichtert würde;
3. daß die herrschenden Kreise Englands und Frankreichs in brüsker Form sowohl die Friedensvorschläge Deutschlands wie auch die Versuche der Sowjetunion, eine schnellstmögliche Beendigung des Krieges zu erreichen, abgelehnt haben. Das sind die Tatsachen.

Was können die Café-chantant-Politiker aus der Agentur Havas dem entgegenstellen?“

Nach der Niederlage Frankreichs im Juni 1940 beantragten die Kommunisten erfolglos bei der Besatzungsmacht die erneute Zulassung ihrer Parteizeitung L’Humanité. Gleichzeitig brachten sie sich mit Persönlichkeiten wie Guy Môquet in Paris, Eusebio Ferrari in Nordfrankreich und zahlreichen anderen aktiv in die Résistance ein.

### Résistance, Nachkriegszeit und Beginn des Kalten Kriegs
Mit Hitlers Angriff auf die Sowjetunion im Juni 1941 bekam die Partei die Weisung, sich erneut im antifaschistischen Kampf zu engagieren, was auch mit hohem Engagement geschah. 1944 beteiligte sich der PCF an der Seite der Gaullisten an der Befreiung von der deutschen Okkupation. Das Engagement und die Opferbereitschaft der französischen Kommunisten innerhalb der Résistance, der Mut der sowjetischen Soldaten und letztendlich der Sieg der Alliierten, ließen die Zwiespältigkeit der sowjetischen Politik in Vergessenheit geraten und hoben das Prestige der Bewegung wieder so weit an, dass sie in die Regierung der nationalen Einheit aufgenommen wurde. Aus den Wahlen zur Nationalversammlung 1946 ging der PCF mit 28,8 % der Wählerstimmen als stärkste Partei hervor. Mit der Anbindung der Gewerkschaft CGT an die sowjetischen Kommunisten 1945 verstärkte sich der Einfluss der Partei auf das Arbeitermilieu. Auf dieser Grundlage entwickelte sich eine kommunistische Gegenkultur, die darauf abzielte, die Bevölkerung in allen ihren Lebensbereichen zu erfassen und infolgedessen beispielsweise die Gründung von Zentren für Kollektivurlaub durch kommunistische Gemeinden mit sich brachte. In diese Epoche fiel ebenfalls das Wirken von Arbeiterpriestern, die Katholiken für die Ideologie der Partei empfänglich machten.
Viele Künstler und Intellektuelle wie Louis Aragon, Paul Éluard, Yves Montand, Pablo Picasso, Henri Wallon oder auch Max Gallo und Jean-Paul Sartre standen der Partei zeitweilig nahe. Zu dieser Zeit war der PCF voll in die Regierungsarbeit eingebunden, und der Kampf ihrer Gegner beschränkte sich auf einige wenige rechtsextreme Gruppierungen, die völlig am Rande der Gesellschaft standen.
Mit dem Marshallplan und dem Beginn des Kalten Krieges 1947 sah sich der PCF gegenüber den Sozialisten der SFIO in eine Oppositionsrolle gedrängt, schnitt aber dennoch in der Wählergunst etwas besser ab. Der PCF wirkte auch in Gruppen wie der Friedensbewegung mit.
In der Nachfolge des Kampfes gegen das Vichy-Regime verstand sich die Partei als patriotische Bewegung. In diesem Rahmen sah die Partei im Antiamerikanismus einen Schutz vor einer neuen Form des Imperialismus und die Fortsetzung des Kampfes gegen den Faschismus. An dieser Quelle speist sich bis heute eine antiamerikanische außenpolitische Ausrichtung der Partei.

### 1950er und 1960er Jahre
Bis zum Tod Stalins am 5. März 1953 unterstützte der PCF dessen Regime bedingungslos. 1956 begann mit der Veröffentlichung der Geheimrede von Nikita Sergejewitsch Chruschtschow im Frühjahr und verstärkt nach der Unterdrückung des Ungarischen Volksaufstandes durch sowjetische Truppen im Herbst die Äußerung von Zweifeln an der Rechtfertigung der stalinistischen Politik, die für viele frühere Résistants mit heftigen Auseinandersetzungen verbunden sein sollte. Anfangs bereitete es der Partei Schwierigkeiten, dem Stalinismus eine Absage zu erteilen und der neuen Linie friedlicher Koexistenz, die von Chruschtschow vorgegeben wurde, zu folgen. Leitende Persönlichkeiten der Partei lehnten es ab, sich mit Chruschtschows Bericht auseinanderzusetzen. Ende der 1950er Jahre lösten sich zudem die Strukturen des PCF in den Überseegebieten von der Mutterpartei los. Sie gründeten eigene Parteien, so etwa 1958 den Parti communiste guadeloupéen (PCG) oder 1959 den Parti communiste réunionnais (PCR).
Nach dem Tod von Maurice Thorez 1964 übernahm Waldeck Rochet die Führung der Partei. Militante Orthodoxe marxistisch-leninistischer Ausrichtung, die sich wie Jacques Jurquet und Marcel Juliot der Entstalinisierung verweigerten und offen für eine Unterstützung der Politik der Volksrepublik China eintraten, wurden aus der Partei ausgeschlossen. So kam es auf Initiative dieser Kreise im September zur Gründung der ersten maoistischen Organisation, nämlich der Fédération des Cercles Marxistes-Léninistes de France (FCML). Der PCF blieb noch für längere Zeit eine stalinistisch-leninistische Kaderpartei, was sich vor allem in den Parteistrukturen widerspiegelte wie beispielsweise an dem demokratischen Zentralismus, dem Fraktionsverbot, der Bildung von Betriebszellen an der Basis, den Parteiausschlüssen und dem Charakter der Parteiführung.
Von den Ereignissen im Mai 1968 eher verstört, widersetzte sich der PCF zunächst der Streikbewegung der Studenten und kritisierte die Besetzung der Universitäten. Selbst als Beschäftigte sich dem Streik anschlossen, sprachen die Kommunisten dem Generalstreik jedes revolutionäre Potenzial ab und weigerten sich, an der Versammlung im Stadion von Charléty teilzunehmen. Diese Empfehlung übernahm auch die dem PCF nahestehende Gewerkschaft CGT. Im Sommer 1968 äußerte allerdings Waldeck Rochet Kritik an der Unterdrückung des Prager Frühlings. Bei den Präsidentschaftswahlen 1969 schnitt Jacques Duclos mit 21,3 % der Wählerstimmen im ersten Wahlgang ausgezeichnet ab und erzielte das beste Ergebnis eines Kommunisten bei einer Präsidentschaftswahl in Frankreich aller Zeiten.

### 1970er und 1980er Jahre

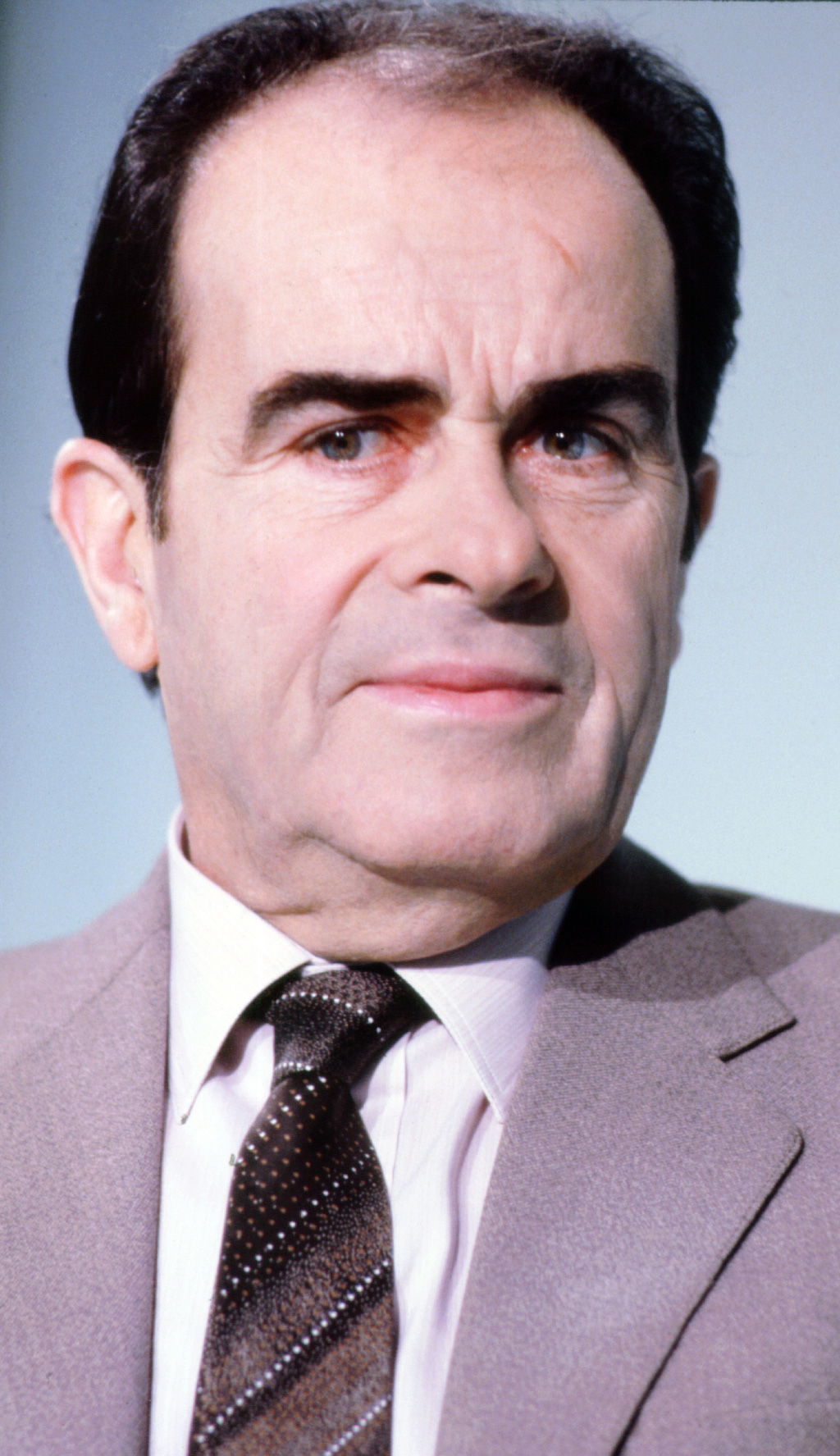
Georges Marchais, 1972 bis 1994 Generalsekretär des ZK der KP Frankreichs

Parteigebäude von Oscar Niemeyer Paris

Insgesamt sahen die 1970er-Jahre tendenziell eine Schwächung des Ansehens der Partei in der Bevölkerung. Mit dazu bei trug die Veröffentlichung von Solschenizyns Der Archipel Gulag (1974), dessen Bild vom Stalinismus eine weiterhin unkritische Rezeption unmöglich machte und fatale Folgen für das Ansehen der Partei in der Öffentlichkeit nach sich zog. Um im linken Parteienspektrum die Führungsrolle anzunehmen, kam es 1972 zur Unterzeichnung eines gemeinsamen Regierungsprogramms mit der Sozialistischen Partei. Die Vorteile aus der Allianz machten sich allerdings nur einseitig zugunsten der Sozialisten bemerkbar, weshalb die Parteiführung das gemeinsame Programm nach sechs Jahren wieder aufgab.
Ab 1976 distanzierte sich der PCF von der Linie des Sowjetkommunismus und schlug eine stärker eurokommunistisch geprägte Richtung ein, so wurde etwa der Begriff der Diktatur des Proletariats aus dem Parteiprogramm gestrichen. Dennoch kam es infolge von Ereignissen wie der öffentlichen Befürwortung Georges Marchais’ der Intervention in Afghanistan durch sowjetische Truppen 1979 endgültig zum Bruch mit den Künstlern und Intellektuellen, die der Bewegung traditionell nahestanden. Auf dem XXIII. Parteitag (9. bis 13. Mai 1979) erfolgte das vorläufige Ende der Öffnung der Partei: Parteichef Marchais setzte sich mit seiner Position durch, die in Osteuropa herrschenden politischen Systeme des Realsozialismus seien „grundsätzlich positiv“. Es gab keinerlei kritische Auseinandersetzungen und innerparteiliche Kritiker wie Jean Elleinstein wurden erst gar nicht auf den Parteitag delegiert. Es erfolgten eine Wiederannäherung an sowjetische Positionen und der Ausschluss von einigen eurokommunistisch orientierten Mitgliedern. Dabei handelte es sich fast ausschließlich um Journalisten, Schriftsteller oder Geisteswissenschaftler.
Im Jahr 1981 war der PCF nach dem Wahlsieg der Linken unter Mitterrand an der Regierung von Pierre Mauroy beteiligt, mit Charles Fiterman als Verkehrsminister, Anicet Le Pors als Minister für Öffentlichen Dienst, Jack Ralite als Gesundheitsminister und Marcel Rigout als Bildungsminister. Nachdem die Wahlversprechen von der Verstaatlichung der Großindustrie und der Banken erfüllt worden waren, begann der sozialistische Finanzminister Jacques Delors zwischen Juni 1982 und März 1983 einen wirtschaftlichen Austeritätskurs, nachdem sich drei Mal in Folge Abwertungen der Währung als notwendig erwiesen hatten und zu Milliardenverlusten an Kapital und einem starken Anstieg der Arbeitslosigkeit geführt hatten. Aus diesem Hintergrund ist die Entscheidung der Sozialisten zu verstehen, nicht an ihren wirtschaftlichen und sozialen Reformen festzuhalten, aus Angst, die französische Wirtschaft innerhalb Europas in die Isolierung zu treiben. Die Reformen der vorangegangenen Jahre wurden teilweise rückgängig gemacht. Als Ergebnis beschloss der PCF im Jahr 1984 die Regierung zu verlassen, um gegen die Politik der von den Sozialisten gestellten Regierung zu protestieren.
Die Kritik des PCF blieb allerdings undefinierbar und ohne konkrete Projekte, begleitet von tiefgreifenden internen Spaltungen der Bewegung und als Ergebnis einer neuen Phase von Auflösungserscheinungen. Auf die Reformprozesse in der Sowjetunion unter Michail Gorbatschow fand der PCF, der immer die kommunistische Orthodoxie unterstützt hatte, keine klare Antwort. Dabei kam es zu zunehmenden internen Auseinandersetzungen, bei denen innerparteiliche Kritiker wie Pierre Juquin aus der Partei ausgeschlossen wurden.

### 1990er Jahre
1994 übernahm Robert Hue den Platz an der Parteispitze. Trotz eines stetigen Rückgangs in der Wählergunst in den 1970er und 1980er Jahren und dem Scheitern des Sozialismus nach sowjetischem Vorbild, die in dem Fall der Berliner Mauer und dem Ende des Realsozialismus in den ehemaligen Ostblockstaaten mündete, blieb der Einfluss des PCF dennoch nicht gering. Unter Hue wurden orthodox-kommunistische Positionen wie der demokratische Zentralismus aufgegeben und es kam zu einem neuen Dialog mit den innerparteilichen Gegnern der Parteilinie. Hues Reformkurs und seine Verurteilung des Sowjetkommunismus waren dabei innerparteilich nicht unumstritten, eine Minderheit der Partei hielt an marxistisch-leninistischen Positionen fest.
Seine Bemühungen richteten sich außerdem auf eine Wiederannäherung an die Sozialdemokratie in Gestalt des Parti socialiste im Rahmen einer strategischen Allianz, der Gauche plurielle, mit der Parti socialiste und den Grünen. Daraufhin gelang es der Partei 1997 wieder einige Persönlichkeiten in die Regierung einzubringen: Jean-Claude Gayssot als Verkehrs- und Wohnungsminister, Marie-George Buffet als Ministerin für Sport sowie Michelle Demessine als Staatssekretärin im Ministerium für Tourismus.

### Seit 2000

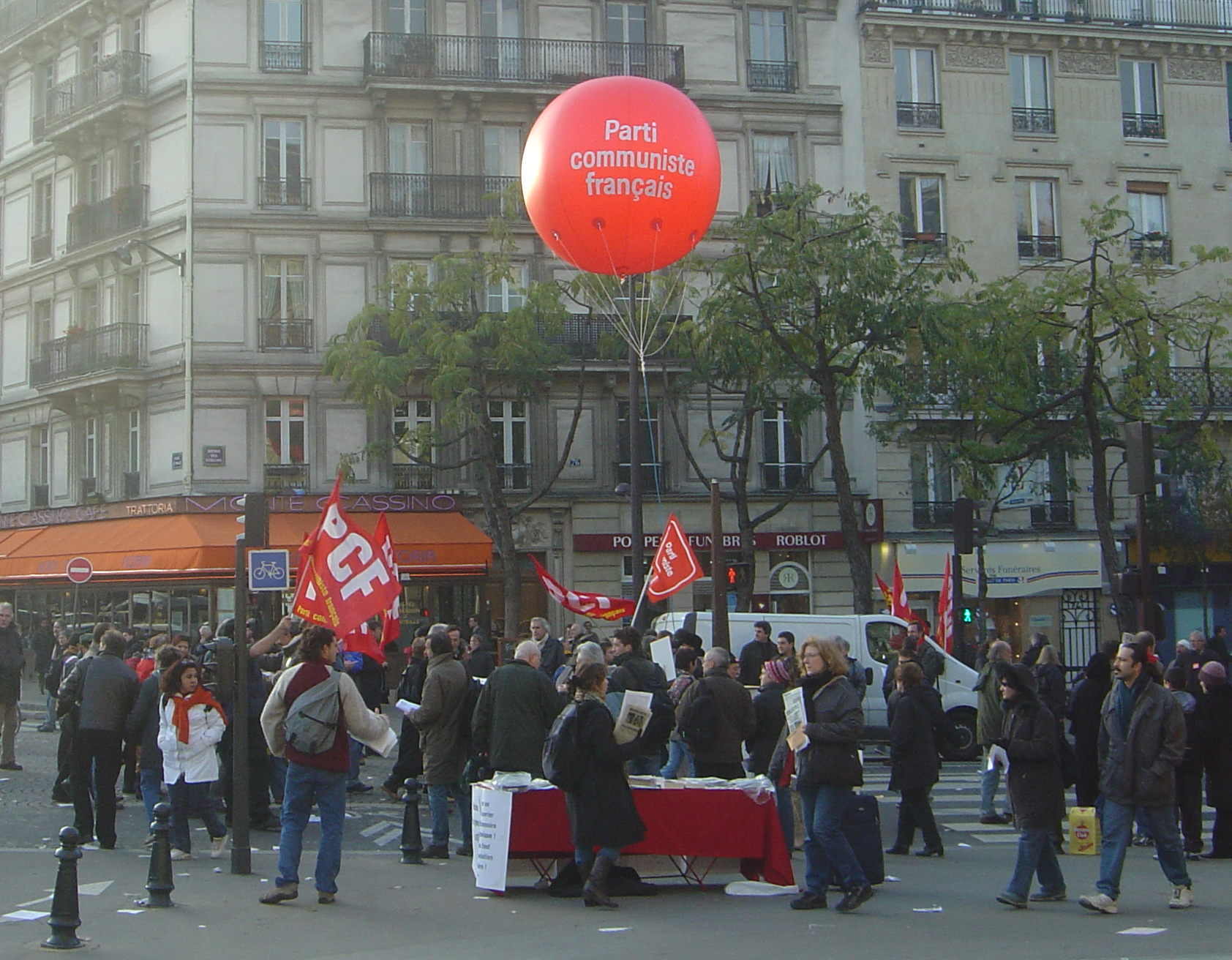
Demonstration des PCF 2005

Auf dem 31. Parteitag im Oktober 2001 wurde Robert Hue als Generalsekretär von Marie-George Buffet abgelöst. Die katastrophalen Ergebnisse bei den Präsidentschafts- und Parlamentswahlen 2002 brachten die Partei finanziell in eine extrem prekäre Situation, aber die Ausgabe von Obligationen ermöglichte es schon bald, das Defizit zu überwinden. Zudem war bei den folgenden Wahlen eine Erholung in der Gunst der Öffentlichkeit zu verspüren.
Unter dem Einfluss von Buffet machte sich eine Öffnung der Partei bemerkbar, indem bei den Regionalwahlen 2004 auch Kandidaten aus den neuen sozialen Bewegungen, etwa aus dem Milieu der Globalisierungskritiker und der Verbandsarbeit, in die Listen aufgenommen wurden.
Gleichzeitig kam es, zwecks Koordinierung der Aktivitäten der Kapitalismusgegner, im Mai 2004 bei einer Tagung in Rom zur Gründung einer Europäischen Linken. Es sei bemerkt, dass der PCF mit 135.000 eingetragenen Mitgliedern in dieser Hinsicht stärkste Partei Frankreichs bleibt. Im Rahmen der Kampagne der Gegner einer Europäischen Verfassung im Vorfeld des Referendums 2005 nahm der PCF eine bedeutende Rolle ein und sah seine Zukunft in einem radikaleren linken Forum als die Sozialdemokraten des Parti socialiste (PS), nämlich gemeinsam mit oder in Konkurrenz zu den Trotzkisten der Ligue communiste révolutionnaire (LCR) und den Globalisierungskritikern.
Nach der Gründung der Linkspartei durch sozialistische Dissidenten Ende 2008 kündigten beide Strömungen gemeinsame Initiativen an. Am 8. März 2009 wurde etwa die Front de gauche für die Europawahlen vorgestellt. Auch bei den Präsidentschafts- und Parlamentswahlen 2012 arbeiteten beide Parteien zusammen.
Am 20. Juni 2010 wurde Pierre Laurent mit 80,7 % der Stimmen als Nachfolger von Buffet zum Parteivorsitzenden gewählt.
Auf ihrem 36. Kongress im Februar 2013 trennte sich der PCF von seinen traditionellen Symbolen Hammer und Sichel.
Bei der Präsidentschaftswahl 2017 stellte der PCF keinen eigenen Kandidaten auf. Er unterstützte Jean-Luc Mélenchon, den Kandidaten der konkurrierenden Linkspartei La France insoumise. Mit 19,58 % im ersten Wahlgang erzielte Mélenchon ein respektables Ergebnis, verfehlte aber dennoch den Einzug in die Stichwahl.
Bei der anschließenden Parlamentswahl konnten sich die beiden Parteien nicht auf eine gemeinsame Liste verständigen, so dass der PCF separat antrat. Mit nur 2,49 % (564.949 Stimmen) landete die Partei auf dem 10. Platz und erlebte einen historischen Tiefpunkt. Aufgrund des französischen Mehrheitswahlrechts konnte der PCF dennoch 12 Abgeordnete in die Nationalversammlung entsenden, von denen sich nach der Wahl eine der Bewegung La France insoumise anschloss.
Heute ist Saint-Denis die einzige Großstadt mit über 100.000 Einwohnern, die von einem PCF-Bürgermeister regiert wird.
2023 stellte die Partei einen als Fußabdruck 2050 betitelten Aktionsplan vor, der verschiedene Maßnahmenbündel für Klimaschutz, Energieversorgung und Industriepolitik vorsieht. Demnach solle Stromversorgung Frankreichs durch einen Zubau von Kernenergie und den Ausbau und Fokus auf erneuerbare Energien gesichert werden.

## Politische Ausrichtung

### Aktuelle Strömungen innerhalb der Partei
Auf dem politischen Spektrum der radikalen Linken sieht sich der PCF der Konkurrenz von Parteien wie dem Lutte Ouvrière und der LCR (bzw. seit 2009 dem Nouveau Parti anticapitaliste, NPA) ausgesetzt, ohne dass es ihr möglich ist, auf der Seite der gemäßigteren Linken, dem Parti socialiste, Stimmen abzuringen. Paradoxerweise wird zudem ihre Rolle als Protestpartei von einer rechtsextremen Partei übernommen, dem Rassemblement National, der eigenen Aussagen nach einen Teil seiner Anhänger aus den Kreisen der Arbeiterklasse und ehemaliger Kommunisten schöpft, was wiederum vom PCF strikt bestritten wird. Innerparteilich zeichnet sich der PCF durch eine Vielfalt an Meinungen und Denkströmungen aus.
Mit dem Parteiapparat verbundene Strömungen sind nicht offiziell, aber klar wahrzunehmen:
- Die Anhänger der Linie von Marie-George Buffet (Buffistes) leiten die Partei und verteidigen das Prinzip einer Allianz mit der Parti socialiste, aber auch mit diversen Globalisierungsgegnern und sozialen Bewegungen
- Die Anhänger der Linie von Robert Hue (Huistes), der 2009 die Partei verließ, verteidigen das Prinzip der Allianz mit der Parti socialiste im Rahmen der Gauche plurielle.
- Die Befürworter einer Erneuerung, Patrick Braouezec und Roger Martelli verbunden, kritische Anhänger der Parteiführung unter Buffet, setzen sich für einen losen Zusammenschluss des PCF mit sozialen Bewegungen ein und für eine Öffnung der Listen der Partei für deren Anhänger

Diese drei ersten Gruppierungen bilden die Mehrheit innerhalb der Partei.
- Die ehemaligen Anhänger der Linie von Georges Marchais (Marchaisiens) verteidigen das Prinzip einer Autonomie der Partei im Verhältnis zum Parti socialiste, befürworten dabei aber einen neuen Zusammenschluss der Linken um wieder ein Gleichgewicht innerhalb der Allianz zugunsten des PCF herzustellen.
- Die orthodoxen Kommunisten der Regionalorganisation des Départements Pas-de-Calais.
- Die kommunistische Linke hinter Jean-Jacques Karmann, die zunächst in Opposition zur Parteiführung stand, sich mit der Zeit aber der Linie der Parteimehrheit annäherte.

## Jugendarbeit

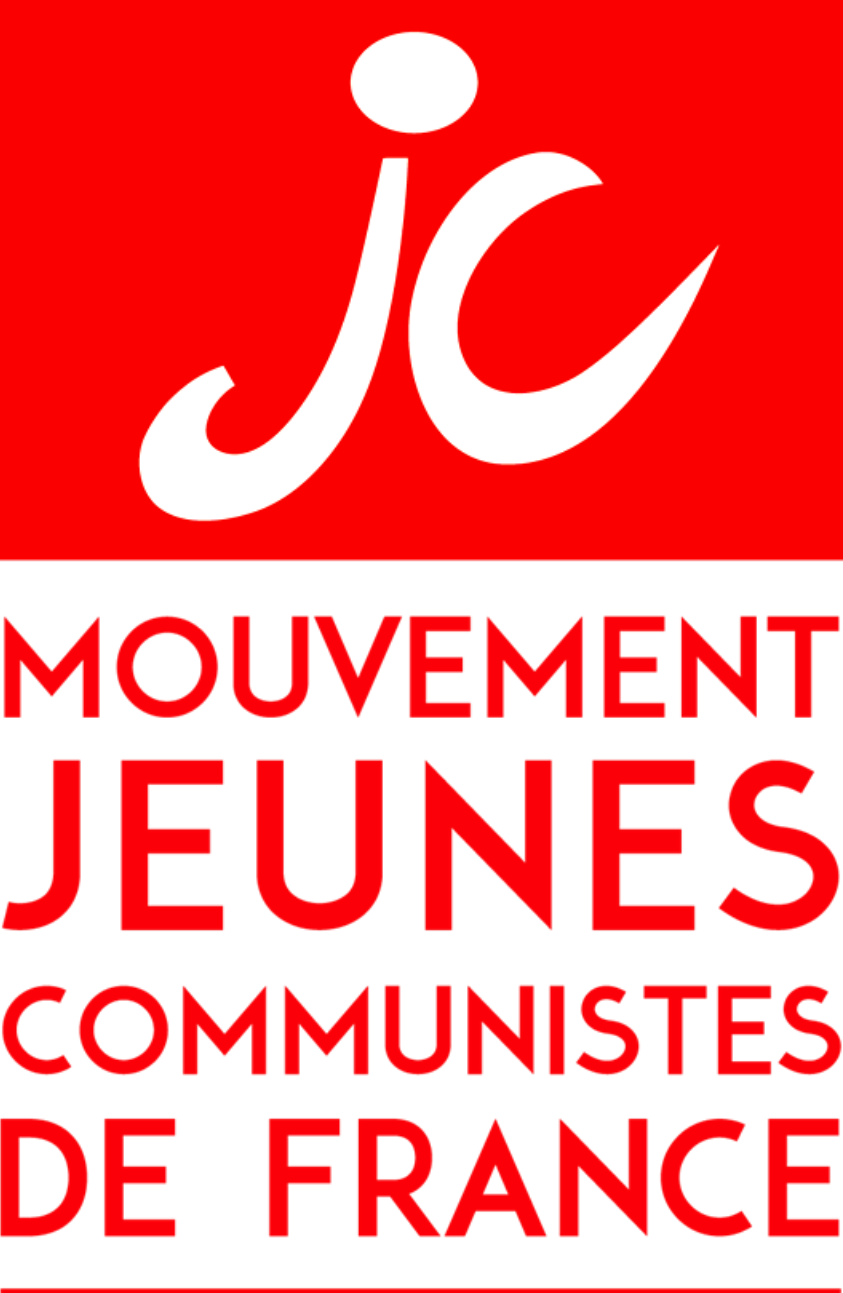
Logo des MJCF

### Jugendverband
Mit Entstehung der Kommunistischen Partei 1920 schloss sich dieser der 1912 gegründete und bis dahin als Jugendverband der Sozialisten fungierenden Jungsozialisten (Jeunes Socialistes), die noch vor der Partei ihre Anbindung an die kommunistische Bewegung beschlossen und sich in Kommunistischer Jugendverband Frankreichs (Fédération des jeunesses communistes de France) umbenannt hatten, an. 1939 wurde der Jugendverband im Zuge des Deutsch-Französischen Krieges aufgelöst.
Nach dem Zweiten Weltkrieg und der Befreiung Frankreichs wurde der Verband unter dem Namen Kommunistischer Jugendverband der Republik Frankreich (Union de la Jeunesse républicaine de France) wiedergegründet. 1956 nannte er sich in Kommunistischer Jugendverband Frankreichs (Mouvement jeunes communistes de France) um.

### Studentenorganisation
Die parteinahe Studentenorganisation heißt Kommunistischer Studentenbund (L’Union des étudiants communistes) und wurde 1956 gegründet.

## Wahlergebnisse

### Präsidentschaftskandidaten
Vor 1958, während der Vierten Republik, wurde der Staatspräsident von den Abgeordneten und Senatoren der Nationalversammlung gewählt, später vom Parlament. Am 21. Dezember 1958 übernahm eine Delegation von rund 80.000 Wahlmännern diese Funktion. Mit den Verfassungsreformen zur Fünften Republik im Jahre 1962 wurde der Präsident allgemein und unmittelbar vom Volk gewählt. In eine Stichwahl schaffte es seitdem noch kein vom PCF aufgestellter oder unterstützter Kandidat.
| Jahr | Kandidat                              | Stimmen   | Prozent     | Platzierung | Alter    | Mandatsfunktion                                   |
| ---- | ------------------------------------- | --------- | ----------- | ----------- | -------- | ------------------------------------------------- |
| 1924 | Zéphyrin Camélinat                    | 21        | 2,4 %       | 03.         | 84 Jahre | ehemaliger Abgeordneter für das Département Seine |
| 1931 | Marcel Cachin                         | 11 10 1   | 1,2 % 1,1 % | 05.         | 61 Jahre | Abgeordneter für das Département Seine            |
| 1932 | Marcel Cachin                         | 8         | 1,0 %       | 05.         | 62 Jahre | Abgeordneter für das Département Seine            |
| 1939 | Marcel Cachin                         | 74        | 8,2 %       | 03.         | 69 Jahre | Senator für das Département Seine                 |
| 1953 | Marcel Cachin                         | 113       | 12,1 %      | 06.         | 84 Jahre | Abgeordneter für das Département Seine            |
| 1958 | Georges Marrane                       | 10.355    | 13,0 %      | 02.         | 70 Jahre | Abgeordneter für das Département Seine            |
| 1965 | Unterstützung für François Mitterrand |           |             |             |          |                                                   |
| 1969 | Jacques Duclos                        | 4.808.285 | 21,3 %      | 03.         | 72 Jahre | Senator für das 20. Pariser Arrondissement        |
| 1974 | Unterstützung für François Mitterrand |           |             |             |          |                                                   |
| 1981 | Georges Marchais                      | 4.456.922 | 15,4 %      | 04.         | 60 Jahre | Abgeordneter für das Département Val-de-Marne     |
| 1988 | André Lajoinie                        | 2.055.995 | 6,8 %       | 05.         | 59 Jahre | Abgeordneter für das Département Allier           |
| 1995 | Robert Hue                            | 2.632.460 | 8,6 %       | 05.         | 48 Jahre | Bürgermeister von Montigny-lès-Cormeilles         |
| 2002 | Robert Hue                            | 0960.480  | 3,4 %       | 11.         | 55 Jahre | Abgeordneter für das Département Val-d’Oise       |
| 2007 | Marie-George Buffet                   | 0707.268  | 1,9 %       | 07.         | 57 Jahre | Abgeordnete für das Département Seine-Saint-Denis |
| 2012 | Unterstützung für Jean-Luc Mélenchon  |           |             |             |          |                                                   |
| 2017 | Unterstützung für Jean-Luc Mélenchon  |           |             |             |          |                                                   |
| 2022 | Fabien Roussel                        | 0802.422  | 2,3 %       | 08.         | 53 Jahre | Abgeordneter für das Département Nord             |

### Parlamentswahlen
In Frankreich wird die Nationalversammlung nach dem romanischen Mehrheitswahlrecht in zwei Wahlgängen gewählt. Eine Ausnahme bildet lediglich die Parlamentswahl aus dem Jahre 1986 bei der nach dem Verhältniswahlrecht gewählt wurde.

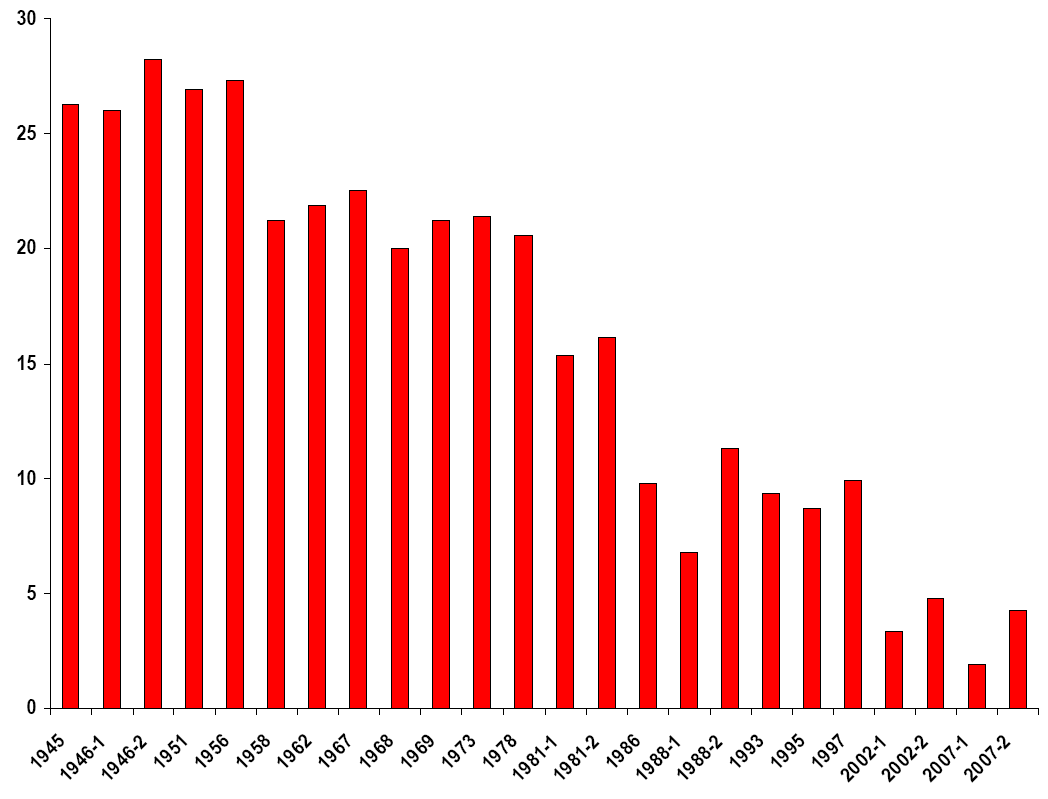
Stimmenanteile der Kommunisten in den Wahlen seit 1945

| Jahr            | Stimmen     | Prozent  | Sitze      | Parlamentsfraktion                            |
| --------------- | ----------- | -------- | ---------- | --------------------------------------------- |
| 1924            | 465.139     | 5,15 %   | 26 Sitze   | Parti Communiste                              |
| 1928            | 141.314     | 3,19 %   | 11 Sitze   | Parti Communiste                              |
| 1932            | 796.630     | 8,32 %   | 23 Sitze   | Parti Communiste                              |
| 1936            | 1.422.611   | 13,45 %  | 72 Sitze   | Parti Communiste                              |
| 1945            | 5.024.174   | 26,23 %  | 159 Sitze  | Parti Communiste                              |
| 1946 (Juni)     | 5.145.325   | 25,98 %  | 166 Sitze  | Communiste et Union républicain et résistante |
| 1946 (November) | 5.453.230   | 28,40 %  | 182 Sitze  | Communistes                                   |
| 1951            | 4.910.547   | 25,90 %  | 121 Sitze  | Communistes et Républicains progressistes     |
| 1956            | 5.514.403   | 25,36 %  | 150 Sitze  | Communistes et Républicains progressistes     |
| 1958            | 3.882.204   | 18,9 %   | 10 Sitze   | fraktionslos                                  |
| 1962            | 4.003.553   | 21,8 %   | 41 Sitze   | Groupe communiste                             |
| 1967            | 5.039.032   | 22,5 %   | 71 Sitze   | Groupe communiste                             |
| 1968            | 4.434.832   | 20,0 %   | 33 Sitze   | Groupe communiste                             |
| 1973            | 5.156.619   | 21,3 %   | 73 Sitze   | Groupe communiste                             |
| 1978            | 5.870.402   | 20,5 %   | 86 Sitze   | Groupe communiste                             |
| 1981            | 4.065.962   | 16,1 %   | 43 Sitze   | Groupe communiste                             |
| 1986            | 2.739.925   | 9,8 %    | 35 Sitze   | Groupe communiste                             |
| 1988            | 2.765.761   | 11,3 %   | 25 Sitze   | Groupe communiste                             |
| 1993            | 2.331.399   | 9,2 %    | 22 Sitze   | Groupe communiste                             |
| 1997            | 2.519.281   | 9,9 %    | 34 Sitze   | Groupe communiste                             |
| 2002            | 1.216.178   | 4,8 %    | 21 Sitze   | Groupe communiste et républicain              |
| 2007            | 1.115.719   | 4,3 %    | 15 Sitze   | Gauche démocrate et républicaine              |
| 2012            | (1.792.923) | (6,9 %)  | 7 Sitze 1  | Gauche démocrate et républicaine              |
| 2017            | 615.556     | 2,7 %    | 11 Sitze   | Gauche démocrate et républicaine              |
| 2022            | (5.836 202) | (25,7 %) | 12 Sitze 2 | Gauche démocrate et républicaine - Nupes      |
| 2024            | (7.004.725) | (25,7 %) | 8 Sitze 3  | Nouveau Front populaire - NFP                 |

### Europawahlen
| Jahr | Stimmen   | Prozent | Sitze | Parlamentsfraktion                                                              |
| ---- | --------- | ------- | ----- | ------------------------------------------------------------------------------- |
| 1979 | 4.153.710 | 20,5 %  | 19    | Fraktion der Kommunisten und Nahestehenden                                      |
| 1984 | 2.261.312 | 11,2 %  | 10    | Fraktion der Kommunisten und Nahestehenden                                      |
| 1989 | 1.401.171 | 07,7 %  | 07    | Koalition der Linken                                                            |
| 1994 | 1.342.222 | 06,9 %  | 07    | Konföderale Fraktion der Vereinten Europäischen Linken/Nordischen Grünen Linken |
| 1999 | 1.196.491 | 06,8 %  | 06    | Konföderale Fraktion der Vereinten Europäischen Linken/Nordischen Grünen Linken |
| 2004 | 1.009.976 | 05,9 %  | 02    | Konföderale Fraktion der Vereinten Europäischen Linken/Nordischen Grünen Linken |
| 2009 | 1.115.021 | 06,5 %  | 03    | Konföderale Fraktion der Vereinten Europäischen Linken/Nordischen Grünen Linken |
| 2014 | 1.252.730 | 06,6 %  | 01    | Konföderale Fraktion der Vereinten Europäischen Linken/Nordischen Grünen Linken |
| 2019 | 564.949   | 02,5 %  | 0     | –                                                                               |
| 2024 | 584.067   | 02,4 %  | 0     | –                                                                               |

## Organisation

### Politische Führung der Partei
| Amtszeit  | Bezeichnung         | Name                                                                        |
| --------- | ------------------- | --------------------------------------------------------------------------- |
| 1921–1923 | Generalsekretär     | Ludovic-Oscar Frossard                                                      |
| 1923–1924 | Generalsekretär     | Albert Treint & Louis Sellier (interimsmäßig)                               |
| 1924–1929 | Generalsekretär     | Pierre Semard                                                               |
| 1929–1931 | kollektive Führung  | Henri Barbé (Erster Sekretär), Pierre Celor, Maurice Thorez, Benoît Frachon |
| 1932–1936 | kollektive Führung  | Maurice Thorez (Vorsitzender), Benoît Frachon, Jacques Duclos, Eugen Fried  |
| 1936–1950 | Generalsekretär     | Maurice Thorez                                                              |
| 1950–1953 | Generalsekretär     | Jacques Duclos (interimsmäßig)                                              |
| 1953–1964 | Generalsekretär     | Maurice Thorez                                                              |
| 1964      | Parteivorsitzender  | Maurice Thorez                                                              |
| 1964–1972 | Generalsekretär     | Waldeck Rochet                                                              |
| 1972–1994 | Generalsekretär     | Georges Marchais                                                            |
| 1994–2001 | nationaler Sekretär | Robert Hue                                                                  |
| 2001–2003 | Parteivorsitzender  | Robert Hue                                                                  |
| 2001–2010 | nationaler Sekretär | Marie-George Buffet                                                         |
| 2010–2018 | nationaler Sekretär | Pierre Laurent                                                              |
| seit 2018 | nationaler Sekretär | Fabien Roussel                                                              |

### Parteitage
| Bezeichnung        | Datum | Ort               | Bemerkung |
| ------------------ | ----- | ----------------- | --- |
| Gründungsparteitag | 1920  | Tours             | Mehrheit des 18. Parteitags der SFIO stimmt für Beitritt der Partei zur Komintern                            |
| I. Parteitag       | 1921  | Marseille         | |
| II. Parteitag      | 1922  | Paris             | |
| III. Parteitag     | 1924  | Lyon              | Beschluss, landesweit Parteizellen aufzubauen                                                                |
| IV. Parteitag      | 1925  | Clichy            | |
| V. Parteitag       | 1926  | Lille             | Übernahme des Marxismus-Leninismus im Parteistatut                                                           |
| VI. Parteitag      | 1929  | Saint-Denis       | Resolution gegen rechten Opportunismus                                                                       |
| VII. Parteitag     | 1932  | Paris             | |
| VIII. Parteitag    | 1936  | Villeurbanne      | |
| IX. Parteitag      | 1937  | Arles             | |
| X. Parteitag       | 1945  | Nyborg            | |
| XI. Parteitag      | 1947  | Strasbourg        | Erster Parteitag nach dem Ausschluss aus der Nachkriegsregierung                                             |
| XII. Parteitag     | 1950  | Gennevilliers     | |
| XIII. Parteitag    | 1954  | Ivry-sur-Seine    | |
| XIV. Parteitag     | 1956  | Le Havre          | Beschluss über die Umstrukturierung der Jugendarbeit                                                         |
| XV. Parteitag      | 1959  | Ivry-sur-Seine    | Proklamation des Ziels einer Vereinigung mit der Parti Socialiste                                            |
| XVI. Parteitag     | 1961  | Saint-Denis       | Ausschluss von Laurent Casanova, Marcel Servin und Maurice Kriegel-Valrimont aus der Parteiführung           |
| XVII. Parteitag    | 1964  | Paris             | Übernahme chruschtschowscher Thesen bezüglich des Übergangs zum Sozialismus und Verurteilung des Maoismus    |
| XVIII. Parteitag   | 1967  | Levallois-Perret  | |
| XIX. Parteitag     | 1970  | Nanterre          | |
| XX. Parteitag      | 1972  | Saint-Ouen        | |
| XXI. Parteitag     | 1974  | Vitry-sur-Seine   | |
| XXII. Parteitag    | 1976  | L’Île-Saint-Denis | Offizielle Anlehnung an die Politik der italienischen Kommunisten                                            |
| XXIII. Parteitag   | 1979  | Saint-Ouen        | Abwendung vom Marxismus-Leninismus im Parteistatut                                                           |
| XXIV. Parteitag    | 1982  | Saint-Ouen        | Beginn der Wiederannäherung an China                                                                         |
| XXV. Parteitag     | 1985  | Saint-Ouen        | |
| XXVI. Parteitag    | 1987  | Saint-Ouen        | |
| XXVII. Parteitag   | 1990  | Saint-Ouen        | |
| XXVIII. Parteitag  | 1994  | Saint-Ouen        | Abschaffung des Zentralkomitees und des Generalsekretärs, Abgliederung von Massen- und Vorfeldorganisationen |
| XXIX. Parteitag    | 1996  | La Défense        | |
| XXX. Parteitag     | 2000  | Martigues         | |
| XXXI. Parteitag    | 2001  | La Défense        | |
| XXXII. Parteitag   | 2003  | Saint-Denis       | |
| XXXIII. Parteitag  | 2006  | Le Bourget        | |
| XXXIV. Parteitag   | 2008  | La Défense        | |
| XXXV. Parteitag    | 2010  | La Défense        | |
| XXXVI. Parteitag   | 2013  | Aubervilliers     | |
| XXXVII. Parteitag  | 2016  | Aubervilliers     | |
| XXXVIII. Parteitag | 2018  | Ivry-sur-Seine    | |
| XXXIX. Parteitag   | 2023  | Ivry-sur-Seine    | |

## Logohistorie

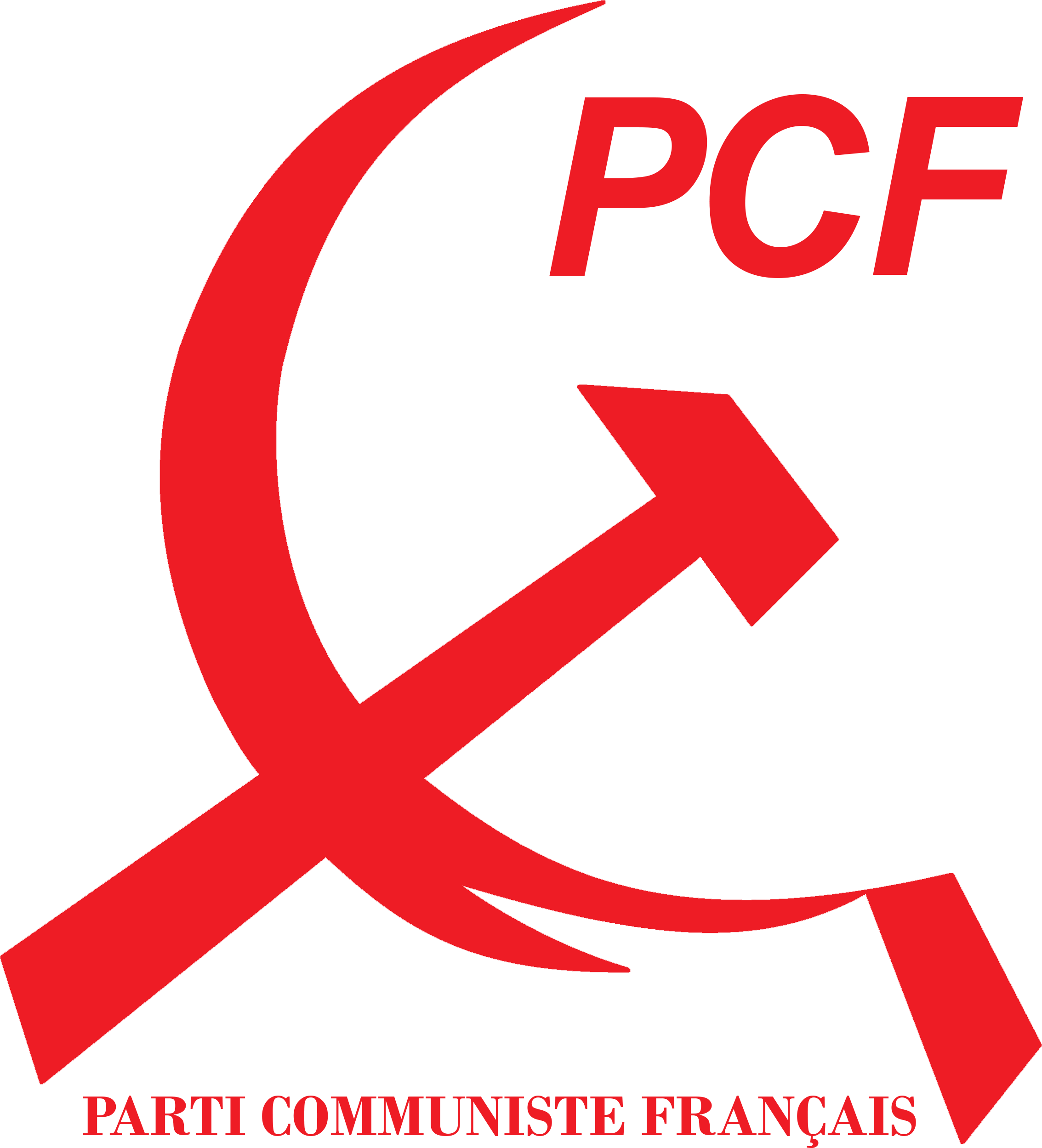
1980er – 1996
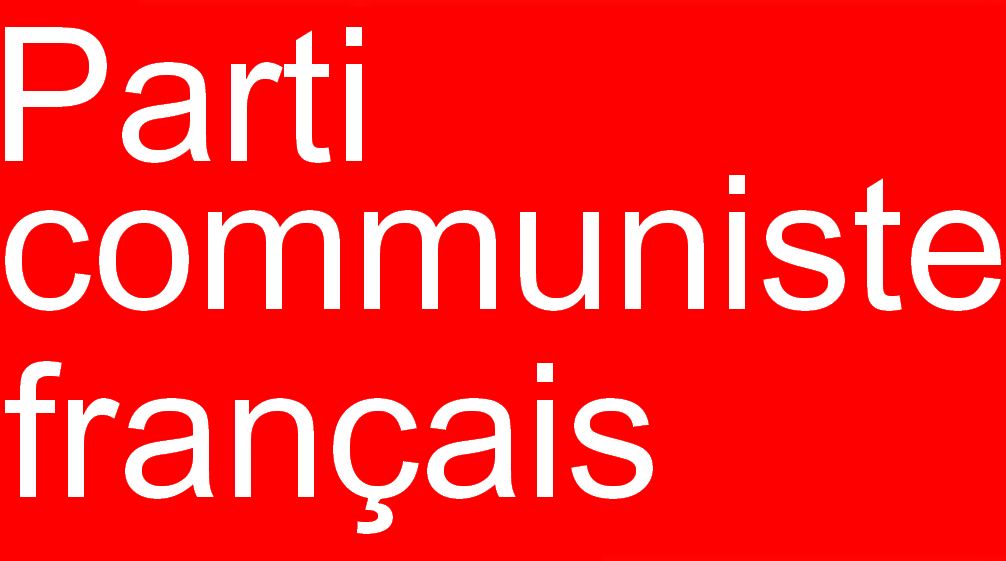
1996 – 2004
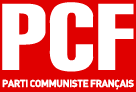
2004 – 2009
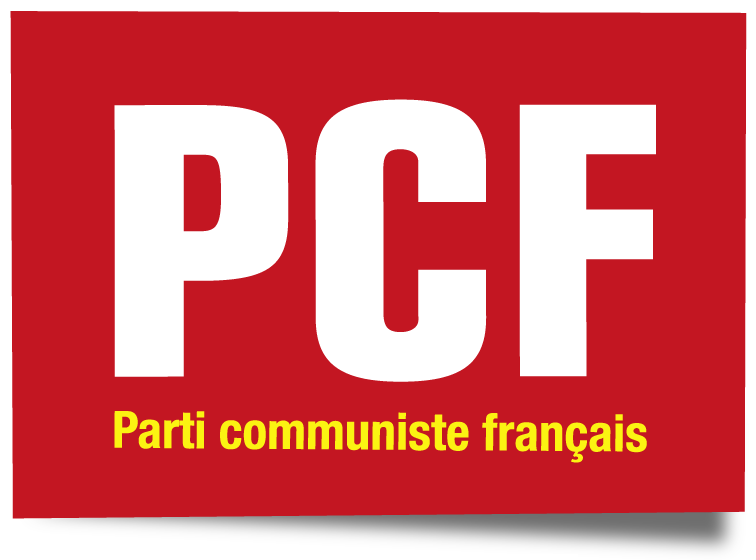
2009 – 2018
Seit 2018
Seit 2018 (Variante)